# Лаперузов проток
Протока Лаперу̀з (на руски: Лаперуза пролив; на японски: 宗谷海峡 Со:я кайкё) е проток в северозападната част на Тихи океан, между нос Крильон (на север) на остров Сахалин, Русия и нос Соя Масаки (на юг) на остров Хокайдо, Япония. Свързва Охотско с Японско море. Дължината му е 93 km, в най-тясната част е широк 43 km. Средната дълбочина 20 – 40 m, максималн 118 m. В него има силни приливно-отливни течения. През зимата замръзва. Служи за морски път между Владивосток и пристанищата на Охотско и Берингово море и Тихия океан. Наименуван е в чест на френския мореплавател Жан Франсоа Лаперуз, който го открива през август 1787 г. На брега на остров Хокайдо се намира град Ваканай, а в средата на протока е разположен остров Камен Опасности (руско владение).